# Conops silaceus
Conops silaceus är en tvåvingeart som beskrevs av Christian Rudolph Wilhelm Wiedemann 1824. Conops silaceus ingår i släktet Conops och familjen stekelflugor. Inga underarter finns listade i Catalogue of Life.